# Licince
Licince este o comună slovacă, aflată în districtul Revúca din regiunea Banská Bystrica. Localitatea se află la altitudinea de 210 m deasupra n.m., se întinde pe o suprafață de 18,28 km2 și în 2017 număra 780 de locuitori. Se învecinează cu comuna Hucín.

## Istoric
Localitatea Licince este atestată documentar din 1243.

## Demografie
| An:                | 1994 | 2004    | 2014    | 2024   |
| ------------------ | ---- | ------- | ------- | ------ |
| Număr de persoane: | 535  | 686     | 756     | 793    |
| Diferență:         |      | +28,22% | +10,20% | +4,89% |

| An:                | 2023 | 2024   |
| ------------------ | ---- | ------ |
| Număr de persoane: | 791  | 793    |
| Diferență:         |      | +0,25% |